# Petrivske, Jovtnevîi
Petrivske (în ucraineană Петрівське) este un sat în comuna Vorovske din raionul Jovtnevîi, regiunea Mîkolaiiv, Ucraina.

## Demografie
Componența lingvistică a localității Petrivske
     Ucraineană (92,01%)
     Rusă (7,1%)
     Alte limbi (0,59%)
Conform recensământului din 2001, majoritatea populației localității Petrivske era vorbitoare de ucraineană (92,01%), existând în minoritate și vorbitori de rusă (7,1%).